# Blazar
Blazar – typ galaktyki aktywnej, której obserwowane widmo promieniowania w znacznej mierze pochodzi od relatywistycznego dżetu skierowanego pod niewielkim kątem w stronę obserwatora. Do klasy blazarów należą niektóre radiowo głośne kwazary oraz lacertydy – obiekty typu BL Lacertae. Nazwa blazar jest kombinacją słowną wyrazów BL Lac i kwazar.

## Własności
Widma blazarów rozciągają się od fal radiowych aż po wysokoenergetyczne promieniowanie gamma i są zdominowane dwiema składowymi nietermicznymi. Składowa niskoenergetyczna rozpoczyna się na falach radiowych i w przypadku kwazarów sięga zakresu ultrafioletowego, natomiast w lacertydach – promieniowania rentgenowskiego. W zakresie radiowym, milimetrowym i optycznym obserwuje się znaczną polaryzację liniową (3–40%). Natomiast składowa wysokoenergetyczna w kwazarach rozciąga się do energii rzędu GeV, a w niektórych lacertydach sięga zakresu TeV. Oprócz składowych nietermicznych, we wszystkich kwazarach i w niektórych lacertydach obserwuje się termiczny składnik widmowy, o maksimum w zakresie ultrafioletowym, pochodzący z dysku akrecyjnego oraz szereg optycznych/ultrafioletowych linii emisyjnych o różnej szerokości. W większości blazarów linie te są znacząco przesunięte ku czerwieni, co oznacza położenie na odległościach kosmologicznych. Najdalsze odkryte blazary mają przesunięcie ku czerwieni {\displaystyle z\sim 7,} a zatem ich światło zostało wyemitowane {\displaystyle \sim 12{,}9} mld lat temu.
Blazary zmieniają swoją jasność we wszystkich zakresach promieniowania. Zmienność ta ma charakter stochastyczny, tzn. chociaż widmo mocy ma regularny potęgowy charakter, nie potrafimy przewidzieć kolejnych stanów jasności. Zmienność w poszczególnych zakresach, jak też zmienności strumienia całkowitego i spolaryzowanego mogą być słabo skorelowane. Skale czasowe zmienności sięgają od kilku minut do kilku lat. Najkrótsze skale czasowe obserwowane były w zakresie TeV.
Blazary są zwartymi radioźródłami, na mapach radiowych wykazują morfologię typu jądro-dżet, tzn. grube optycznie jądro radiowe i odchodzący od niego cienki optycznie dżet. Położenie jądra radiowego nie jest tożsame z położeniem centralnej czarnej dziury, a odległość między nimi wzrasta wraz z długością fali obserwowanej emisji. Bardzo często można wyróżnić w dżecie zwarte pojaśnienia, które oddalają się od jądra z pozornymi prędkościami nadświetlnymi sięgającymi 40 c.

## Obserwacje
Blazary obserwowane są przez bardzo wiele obserwatoriów, zarówno naziemnych i orbitalnych. Najjaśniejsze obiekty, takie jak 3C 454.3, 3C 273, 3C 279, PKS 1510-089, AO 0235+164, OJ 287, BL Lac, Mrk 421, Mrk 501, PKS 2155-304 monitorowane są regularnie w ramach kampanii wielozakresowych. Celem tych kampanii jest uzyskanie możliwie najlepszego jednoczesnego pokrycia widmowego oraz badanie korelacji pomiędzy zmiennościami w poszczególnych zakresach. Szczególną rolę odgrywają w nich obserwatoria promieniowania gamma: teleskopy czerenkowskie HESS, MAGIC i VERITAS (w zakresie TeV); kosmiczny teleskop Fermi (w zakresie GeV); oraz obserwatorium INTEGRAL (w zakresie MeV). W zakresie rentgenowskim blazary obserwowane są głównie przez teleskopy monitorujące o elastycznym programie obserwacyjnym: Swift (który dostarcza równocześnie danych ultrafioletowych) oraz RXTE. W zakresie optycznym obserwacje prowadzone są przez dziesiątki średniej wielkości teleskopów na całym świecie zrzeszone w konsorcjum WEBT. Niezwykle cennych danych o polaryzacji optycznej dostarcza teleskop KANATA. Blazary są regularnie monitorowane przez obserwatoria milimetrowe oraz radiowe. Na szczególną uwagę zasługują projekty interferometrii wielkobazowej (VLBI), które dostarczają mapy zarówno emisji, jak i polaryzacji o rozdzielczości liniowej lepszej niż parsek. Okazjonalnie do obserwacji blazarów używa się wielkich teleskopów orbitalnych, takich jak Spitzer, Herschel, Hubble, Chandra, XMM-Newton.

## Interpretacja fizyczna
Nietermiczny charakter widm blazarów świadczy o tym, że ich emisja produkowana jest w bardzo rozrzedzonej plazmie. Obserwacja pozornie nadświetlnej propagacji elementów radiowych jest bezpośrednim dowodem na to, że plazma ta porusza się z wysoce relatywistycznymi prędkościami, z czynnikiem Lorentza {\displaystyle \Gamma =10-40,} oraz że kierunek jej propagacji jest bliski linii widzenia. W takiej sytuacji zachodzi bardzo silny relatywistyczny efekt Dopplera, który powoduje wzmocnienie obserwowanej jasności blazarów o czynnik {\displaystyle \sim \Gamma ^{4},} a także przyspieszenie obserwowanej skali czasowej zmienności o czynnik {\displaystyle \sim \Gamma .} Dlatego też blazary są najjaśniejszymi obserwowanymi aktywnymi galaktykami i obserwowane są na odległościach kosmologicznych.
Jeśli blazary są aktywnymi galaktykami wyposażonymi w dżety o wyróżnionej orientacji względem obserwatora, muszą odpowiadać im poszczególne klasy radiogalaktyk, w których dżety zorientowane są pod dużym kątem do obserwatora. W modelu unifikacji radiowo głośnych aktywnych galaktyk, lacertydy interpretuje się jako radiogalaktyki typu FR I, zaś kwazary są odpowiednikami radiogalaktyk typu FR II.
Ze względu na znaczną polaryzację, niskoenergetyczny składnik widmowy w blazarach interpretuje się jako promieniowanie synchrotronowe wysokoenergetycznych elektronów (lub par elektronowo-pozytronowych).
Implikuje obecność znaczących pól magnetycznych, niekiedy o wysokim stopniu uporządkowania. Samoabsorpcja promieniowania synchrotronowego tłumaczy występowanie na mapach radiowych jąder o położeniu zależnym od obserwacyjnej długości fali.
Interpretacja wysokoenergetycznego składnika widmowego zależy od efektywności przyspieszania poszczególnych rodzajów cząstek do odpowiednio wysokich energii. W najczęściej przyjmowanych modelach leptonowych promieniowanie gamma produkowane jest przez elektrony w procesie odwrotnej komptonizacji. Źródłem fotonów do komptonizacji mogą być fotony synchrotronowe lub zewnętrzne promieniowanie: bezpośrednio z dysku akrecyjnego, przetworzone przez częściowo zjonizowany gaz w obszarze szerokich linii emisyjnych albo przetworzone na emisję podczerwoną w obszarze pyłowego torusa. Natomiast w modelach hadronowych, inspirowanych próbą wyjaśnienia ultrarelatywistycznych promieni kosmicznych, promieniowanie gamma jest produkowane z udziałem wysokoenergetycznych protonów.
Szerokości widm wskazują na efektywne przyspieszanie elektronów do czynników Lorentza rzędu {\displaystyle 10^{3-4}} w przypadku kwazarów i {\displaystyle 10^{6-7}} w przypadku lacertyd. Przyspieszanie cząstek do takich energii może następować w obecności fal uderzeniowych w procesie Fermiego lub w rejonach rekoneksji pól magnetycznych.